# Академія Маунт-Сент-Майкл
Академія Маунт-Сент-Майкл — католицька середня школа для хлопчиків у районі Вейкфілд у Нью-Йоркському боро Бронкс. Кампус школи також межує з містом Маунт-Вернон у сусідньому окрузі Вестчестер і управляється архієпархією Нью-Йорка.
Школа була відкрита 13 вересня 1926 року, спочатку в ній навчалося чотирнадцять братів Маристів і була присвячена Святому Архангелу Михаїлу.
У 1992 році Міністерство освіти США назвало її Національною школою Блакитної стрічки.